# Mohamed Majeri
Mohamed Majeri, né le 23 août 1948, est un boxeur tunisien.

## Carrière
Aux Jeux méditerranéens de 1971 à Izmir, il remporte la médaille d'argent dans la catégorie des poids super-welters.
Il dispute les Jeux olympiques de 1972 à Munich où, après avoir éliminé le Nigérien Issoufou Habou (en) et l'Australien Alan Jenkinson (en), il est éliminé en quarts de finale dans la catégorie des poids super-welters par l'Allemand Dieter Kottysch.
Il fait aussi partie de la sélection africaine de boxe participant aux Jeux afro-latino-américains de 1973 à Guadalajara, remportant une médaille d'argent. 
Il devait affronter au premier tour de la catégorie des poids super-welter des Jeux olympiques de 1976 à Montréal le boxeur des Îles Vierges britanniques Earl Liburd (en), mais la délégation tunisienne, comme la majorité des sélections africaines, boycotte l'événement.